# Main Street (film, 2010)
Pour les articles homonymes, voir Main Street (homonymie).
Pour plus de détails, voir Fiche technique et Distribution.
Main Street (Main Street) est un film américain réalisé par John Doyle (en), sorti en 2010.

## Synopsis
La vie des habitants de Durham, une ville en décroissance de Vieux Sud, lors de l'arrivée d'une entreprise de gestion des déchets dangereux.

## Fiche technique
- Titre original : Main Street
- Titre français : Main Street
- Réalisation : John Doyle (en)
- Scénario : Horton Foote
- Direction artistique : Christopher Nowak
- Décors : James Edward Ferrell Jr.
- Costumes : Gary Jones
- Photographie : Donald McAlpine
- Montage : Neil Farrell, Richard Francis-Bruce et Trudy Ship
- Musique : Patrick Doyle
- Production : Yvette Bikoff, Megan Ellison, Jonah M. Hirsch, Douglas Saylor Jr., Ted Schipper, Adi Shankar, Spencer Silna
- Société de production : 1984 Films
- Budget : 10 000 000 $
- Pays de production : États-Unis
- Format : Couleurs - 35 mm - 2,35:1 - Dolby Digital
- Genre : drame
- Durée : 92 minutes
- Date de sortie : 21 octobre 2010

## Distribution
- Colin Firth : Gus Leroy
- Ellen Burstyn : Georgiana Carr
- Patricia Clarkson : Willa Jenkins
- Orlando Bloom : Harris Parker
- Amber Tamblyn : Mary Saunders
- Margo Martindale : Myrtle Parker
- Andrew McCarthy : Howard Mercer
- Victoria Clark : Miriam
- Isiah Whitlock Jr. : le maire
- Tom Wopat : Frank
- Viktor Hernandez : Estaquio
- Juan Piedrahita : Jose
- Thomas Upchurch : Trooper Williams
- Reid Dalton : Crosby Gage
- Amy da Luz : Rita
- Nadya Simpson : Kate
- Rick Hamilton : Elliott
- Martin Thompson : Vaughn Guess
- J.W. Smith : Bill
- Veda Wilson : Shirley
- Cheryl McConnell : Lucille
- Gezell Fleming : Rebecca
- Stuart Hough : Raymond
- Cheri Varnadoe : Clara

## Autour du film

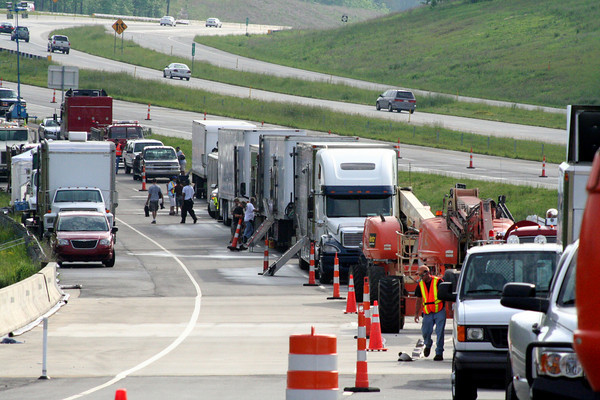
Tournage du film sur North Carolina Highway 540.

Le film a entièrement été tourné à Durham en avril-mai 2009.